# Ich bin ein Berliner

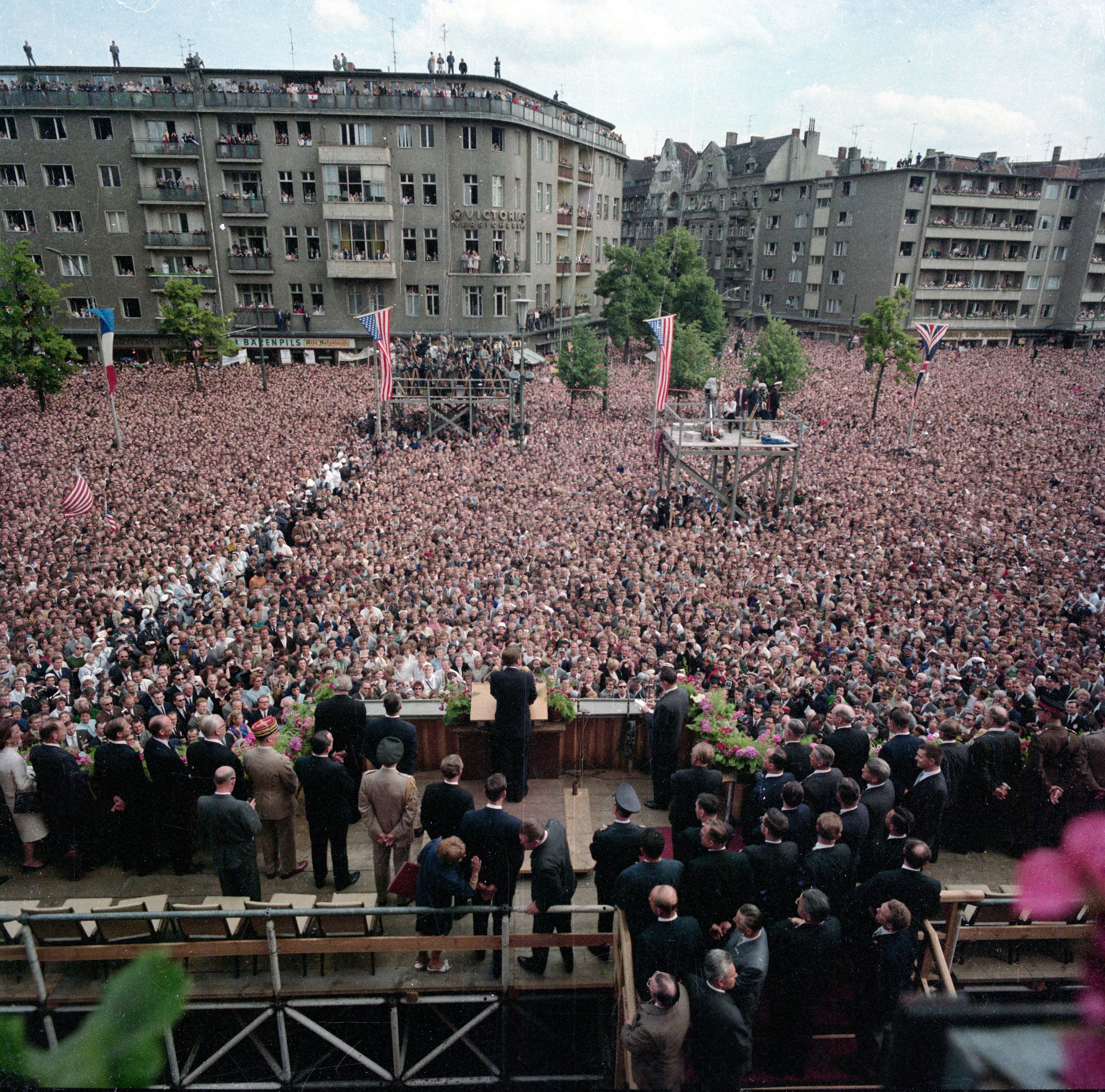
John F. Kennedys tal i Västberlin 1963.

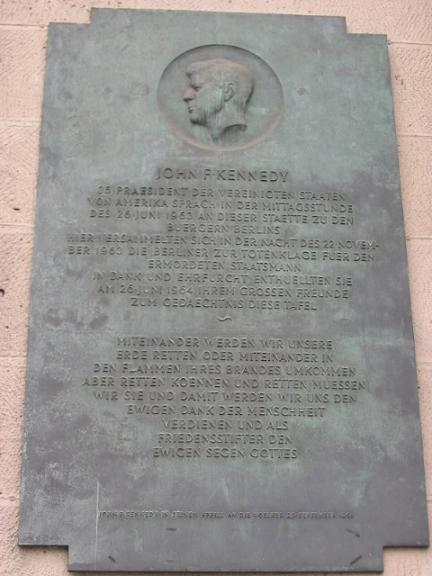
Minnestavla över Kennedys tal utanför rådhuset i stadsdelen Schöneberg.

”Ich bin ein Berliner” ("Jag är en berlinare") är ett citat ur ett tal som USA:s president John F. Kennedy höll 26 juni 1963 vid rådhuset Rathaus Schöneberg i dåvarande Västberlin. Han avslutade talet med orden: ”Ich bin ein Berliner”. Avslutet uppfattades av befolkningen i Berlin som ett tecken på solidaritet och en garanti för att USA inte skulle överge Berlin i det då rådande kalla kriget. Kennedy beslutade strax före talet att ta med Ich bin ein Berliner, han hade med sig en "fusklapp" med texten skriven fonetiskt.
Vid talet tydliggjorde Kennedy USA:s avsikt att säkra Västberlin och dess status med bakgrund i de konflikter som varit mellan USA och Sovjetunionen. Kennedy mötte folkets jubel med orden
| ” | Two thousand years ago the proudest boast was civis romanus sum. Today, in the world of freedom, the proudest boast is Ich bin ein Berliner ... All free men, wherever they may live, are citizens of Berlin, and, therefore, as a free man, I take pride in the words ’Ich bin ein Berliner!’ | „ |

| ” | För två tusen år sedan var det stoltaste man kunde säga civis romanus sum [Jag är en romersk medborgare]. Idag, i den fria världen, är det mest självaktande Ich bin ein Berliner ... Alla fria människor, var de än lever, är medborgare i Berlin och således känner jag, som en fri människa, stolthet över orden ’Ich bin ein Berliner!’ | „ |

## Syltmunksskrönan
En vandringssägen berättar att citatet är grammatiskt inkorrekt och att det kan misstolkas eftersom det även finns en sorts syltmunk som kallas för Berliner. Man menar då att "Ich bin ein Berliner" betyder att Kennedy skulle vara en syltmunk och att det istället hade varit korrekt att säga "Ich bin Berliner". Detta påstående finns exempelvis i Folke Schimanskis bok Berlin. En stads historia från 2010: "Där rafsade han ner meningen 'I am a Berliner' och översatte den ordagrant till tyskan, för att sedan utropa det bevingade 'Ich bin ein Berliner", vilket betydde 'Jag är en flottyrmunk'. (Korrekt skulle det ha hetat 'Ich bin Berliner')". Även Jan Lewenhagen påstod i Dagens Nyheter 2006 att Kennedy skulle ha sagt att han var en syltmunk. Likaså skrev den brittiska tidningen Independent 2013 att Kennedy skulle ha sagt att han är en syltmunk.
Kennedys formulering är i själva verket både grammatiskt och kontextuellt korrekt och kan inte missförstås i sitt sammanhang. Att säga "Ich bin Berliner" innebär att man är född i Berlin. Då presidenten inte var född i Berlin utan enbart syftade på att visa sin solidaritet med stadens invånare var det helt i sin ordning att säga "Ich bin ein Berliner". Bakverket Berliner heter inte heller så i Berlin, där kallas det för "Pfannkuchen".
Skrönan kan spåras till boken Berlin Game från 1983 där den dök upp för första gången. Ryktet spreds i magasinet Newsweek i januari 1988 och tre månader senare skrev William J. Miller en artikel med rubriken "I Am a Jelly-Filled Doughnut" i The Times.
Tyska källor som Sprachlog nämner faktumet att syltmunksskrönan är spridd i framförallt USA, men betonar samtidigt att skrönan är tämligen okänd i Tyskland eftersom människor med tyska som modersmål i regel inte skulle komma på tanken att meningen skulle betyda att Kennedy var en syltmunk. En artikel publicerad av Världens historia drar en liknande slutsats. Istället ses talet som en milstolpe.